# Léopold Sédar Senghor
  Léopold Sédar Senghor    (Joal-Fadiouth, 9 d'octubre de 1906 - Verson i França, 20 de desembre de 2001) fou un poeta, polític i intel·lectual senegalès que va ser el primer president del Senegal durant els primers vint anys de la independència del país (1960-1980). També fou el primer africà elegit membre de l'Académie française. Per molts és considerat com un dels intel·lectuals africans més importants del segle xx.
Ideològicament socialista africà, va ser el principal teòric de la Negritud. Senghor va ser un defensor de la cultura africana, la identitat negra i l'empoderament africans en el marc dels llaços franco-africans. Va defensar l'extensió dels drets civils i polítics plens per als territoris africans de França, alhora que argumentava que els africans francesos estarien millor dins d'una estructura federal francesa que com a estats nació independents.
Senghor es va convertir en el primer president del Senegal independent. Es va barallar amb el seu soci de llarga data, Mamadou Dia, que era primer ministre del Senegal, el va detenir com a sospita d'incentivar un cop d'estat i el va empresonar durant 12 anys. Senghor va establir un estat autoritari de partit únic al Senegal on tots els partits polítics rivals estaven prohibits.
Senghor també va ser el fundador del partit del Bloc Democràtic Senegalès. Senghor va ser el primer africà elegit com a membre de l’Académie française. Va guanyar el Premi Internacional Nonino 1985 a Itàlia. És considerat per molts com un dels intel·lectuals africans més importants del segle xx.

## Biografia

### Primers anys: 1906–28
Léopold Sédar Senghor va néixer el 9 d'octubre de 1906 a la ciutat de Joal, a uns 110 quilòmetres al sud de Dakar, capital del Senegal. El seu pare, Basile Diogoye Senghor, era un ric comerciant de cacauets pertanyent al poble burgès Serer. Es deia que Basile Senghor era un home de grans recursos i posseïa milers de bestiar i vastes terres, algunes de les quals li van ser donades pel seu cosí el rei de Sine. Gnilane Ndiémé Bakhoum (1861–1948), la mare de Senghor, la tercera esposa del seu pare, un musulmà d'origen fula que pertanyia a la tribu Tabor, va néixer prop de Djilor en una família cristiana. Va donar a llum sis fills, inclosos dos fills. El certificat de naixement de Senghor consta que va néixer el 9 d'octubre de 1906; tanmateix, hi ha una discrepància amb el seu certificat de baptisme, que diu que es va produir el 9 d'agost de 1906. El seu segon nom Sédar prové de la llengua serer, que significa «el que no serà humiliat» o «el que no pot humiliar». El seu cognom Senghor és una combinació de les paraules Serer Sène (un cognom Serer i el nom de la Deïtat Suprema en la religió Serer anomenada Rog Sene) i gor o ghor, l'etimologia del qual és kor en la llengua Serer, que significa masculí. o home. Tukura Badiar Senghor, el príncep de Sine i una figura de la qual s'ha informat que Léopold Sédar Senghor traçava descendència, era un c. Noble serer.
Als vuit anys, Senghor va començar els seus estudis al Senegal a l'internat dels Pares de l'Esperit Sant de Ngasobil. El 1922 va ingressar a un seminari de Dakar. Després de dir-li que la vida religiosa no era per a ell, va assistir a una institució laica. Aleshores, ja era un apassionat de la literatura francesa. Va guanyar distincions en francès, llatí, grec i àlgebra. Finalitzat el Batxillerat, se li va concedir una beca per continuar els seus estudis a França.

### «Setze anys errant»: 1928–1944
El 1928 Senghor va embarcar des del Senegal cap a França, començant, segons les seves paraules, «setze anys errant». Començant els seus estudis postsecundaris a la Sorbona, va deixar i va passar al Lycée Louis-le-Grand per acabar el seu curs preparatori per a l'ingrés a l’École Normale Supérieure, una gran escola. Henri Queffélec, Robert Verdier i Georges Pompidou també estaven estudiant en aquesta institució d'elit. Després de suspendre l'examen d'accés, Senghor es va preparar per a la seva gramàtica Agrégation. Se li va concedir l'agrégació el 1935 després d'un primer intent fallit.

### Carrera acadèmica
Senghor es va graduar a la Universitat de París, on va rebre l'Agrégation en gramàtica francesa. Posteriorment, va ser designat professor a les universitats de Tours i París, on va ensenyar durant el període 1935–45.
Senghor va començar els seus anys d'ensenyament al lycée René-Descartes de Tours; també va ensenyar al lycée Marcelin-Berthelot de Saint-Maur-des-Fosses, prop de París. També va estudiar lingüística impartida per Lilias Homburger a l'École pratique des hautes études. Va estudiar amb destacats científics socials com Marcel Cohen, Marcel Mauss i Paul Rivet (director de l’Institut d'ethnologie de París). Senghor, juntament amb altres intel·lectuals de la diàspora africana que havien vingut a estudiar a la capital colonial, van encunyar el terme i van concebre la noció de «negritud», que era una resposta al racisme encara imperant a França. Va convertir el insult racial nègre en una celebració de la cultura i el caràcter africans amb una connotació positiva. La idea de negritude va informar no només de la crítica cultural i de l'obra literària de Senghor, sinó que també es va convertir en un principi rector del seu pensament polític en la seva carrera com a estadista.

### Servei militar
El 1939, Senghor va ser enrolat al 3r Regiment d'Infanteria Colonial de l'exèrcit francès amb el grau de privat (2a Classe) malgrat els seus estudis superiors. Un any més tard, al juny de 1940, va ser fet presoner pels alemanys durant la invasió alemanya de França, a la Charité-sur-Loire o Villabon. Va ser internat en diferents camps, i finalment al Front Stalag 230, a Poitiers. Front Stalag 230 estava reservat per a les tropes colonials capturades durant la guerra. Segons Senghor, els soldats alemanys el volien executar a ell i als altres el dia que van ser capturats, però van escapar d'aquest destí cridant Vive la France, vive l'Afrique noire! ('Visca França, visca l'Àfrica negra!') Un oficial francès va dir als soldats que executar els presoners africans deshonraria la raça ària i l'exèrcit alemany. En total, Senghor va passar dos anys en diferents camps de presoners, on va passar la major part del seu temps escrivint poemes i aprenent prou alemany per llegir la poesia de Goethe a l'original. El 1942 va ser alliberat per motius mèdics.
Va reprendre la seva carrera docent mentre continuava implicat en la resistència durant l'ocupació nazi.

### Carrera política: 1945–1982

#### França colonial
Senghor va advocar per la integració africana dins de l'Imperi francès, argumentant que la independència de territoris petits i febles portaria a la perpetuació de l'opressió, mentre que l'empoderament africà dins d'un Imperi francès federal podria transformar-la per a millor.
Un cop acabada la guerra, Senghor va ser seleccionat com a Degà del Departament de Lingüística de l’École nationale de la France d'Outre-Mer, càrrec que ocuparia fins a la independència del Senegal el 1960. Mentre viatjava en un viatge de recerca per a la seva poesia, va conèixer el líder socialista local, Lamine Guèye, que va suggerir que Senghor es candidata a les eleccions com a membre de l'Assemblée nationale française. Senghor va acceptar i es va convertir en diputat per a la cabalgata de Senegal-Mauritània, quan les colònies van rebre el dret a ser representades per individus electes. Van prendre diferents posicions quan els conductors de tren de la línia Dakar-Níger van fer vaga. Guèye va votar en contra de la vaga, argumentant que el moviment paralitzaria la colònia, mentre que Senghor va donar suport als treballadors, cosa que li va obtenir un gran suport entre els senegalesos.
Durant les negociacions per redactar la Constitució francesa de 1946, Senghor va impulsar l'extensió de la ciutadania francesa a tots els territoris francesos. Quatre comunes senegaleses tenien la ciutadania des de 1916: Senghor va argumentar que s'hauria d'estendre a la resta del territori francès. Senghor va defensar un model federal pel qual cada territori africà regiria els seus propis afers interns, i aquesta federació formaria part d'una confederació francesa més gran que dirigís polítiques d'afers exteriors, defensa i desenvolupament. Senghor es va oposar al nacionalisme indígena, argumentant que els territoris africans es desenvoluparien amb més èxit dins d'un model federal on cada territori tingués la seva «personalitat negra-africana» juntament amb l'experiència i els recursos francesos.

#### Canvis polítics
El 1947, Senghor va abandonar la Divisió Africana de la Secció Francesa de la Internacional Obrera (SFIO), que havia donat un enorme suport econòmic al moviment social. Amb Mamadou Dia, fundà el Bloc Democràtic Senegalès (1948). Van guanyar les eleccions legislatives de 1951, i Guèye va perdre el seu escó. Senghor va participar en les negociacions i la redacció de la constitució de la IV República.
Reelegit diputat el 1951 com a membre independent d'ultramar, Senghor va ser nomenat secretari d'Estat del president del consell al govern d’Edgar Faure des de l'1 de març de 1955 fins a l'1 de febrer de 1956. Va esdevenir alcalde de la ciutat de Thiès, Senegal, el novembre de 1956 i després ministre assessor del govern de Michel Debré del 23 de juliol de 1959 al 19 de maig de 1961. També va ser membre de la comissió encarregada de redactar la constitució de la Cinquena República, conseller general del Senegal, membre del Grand Conseil de l'Afrique Occidentale Francaise i membre de l'assemblea parlamentària del Consell Europeu.
El 1964 Senghor va publicar el primer volum d'una sèrie de cinc, titulat Liberté. El llibre conté una varietat de discursos, assaigs i prefacis.

#### Senegal

Dia de la Independència, 4 d'abril de 1962, el president Léopold Sédar Senghor -amb ulleres a l'esquerra- està veient passar la marxa.

Senghor va donar suport al federalisme per als estats africans recentment independents, un tipus de «Commonwealth Francesa», tot i que conservava un cert grau d'implicació francesa.
Com que el federalisme no era afavorit pels països africans, va decidir formar, juntament amb Modibo Keïta, la Federació de Mali amb l'antic Sudan Francès (actual Mali). Senghor va ser president de l'Assemblea Federal fins al seu fracàs el 1960.
Després, Senghor es va convertir en el primer president de la República del Senegal, elegit el 5 de setembre de 1960. És autor de l’himne nacional senegalès. El primer ministre, Mamadou Dia, s'encarregava d'executar el pla de desenvolupament a llarg termini del Senegal, mentre que Senghor s'encarregava de les relacions exteriors. Els dos homes no van estar d'acord ràpidament. El desembre de 1962, Mamadou Dia va ser detingut sota sospita d'haver fomentat un cop d'estat. Va estar a la presó durant 12 anys. Després d'això, Senghor va establir un règim presidencial autoritari on tots els partits polítics rivals van ser suprimits.
El 22 de març de 1967, Senghor va sobreviure a un intent d'assassinat. El sospitós, Moustapha Lô, va apuntar la seva pistola cap al president després d'haver participat en el sermó de Tabaski, però l'arma no va disparar. Lô va ser condemnat a mort per traïció i executat el 15 de juny de 1967, tot i que encara no estava clar si realment volia matar Senghor.
Després d'un anunci a principis de desembre de 1980, Senghor va renunciar al seu càrrec a finals d'any, abans de finalitzar el seu cinquè mandat. Abdou Diouf el va substituir com a cap del país. Sota la seva presidència, el Sénégal va adoptar un sistema multipartidista (limitat a tres: socialista, comunista i liberal). Va crear un sistema educatiu de rendiment. Malgrat la fi del colonialisme oficial, el valor de la moneda senegalesa va continuar sent fixat per França, la llengua d'aprenentatge es va mantenir el francès i Senghor va governar el país amb assessors polítics francesos.

### Francofonia
Va donar suport a la creació de la Francofonia i va ser elegit vicepresident del Consell Superior de la Francofonia. L'any 1982, va ser un dels fundadors de l'Associació França i països en vies de desenvolupament que tenia com a objectius cridar l'atenció sobre els problemes dels països en desenvolupament, arran dels canvis que afectaven aquests últims.

## Acadèmia francesa: 1983–2001
Va ser elegit membre de l'Acadèmia Francesa el 2 de juny de 1983, a la 16a plaça on va succeir a Antoine de Lévis Mirepoix. Va ser el primer africà que va seure a l'Acadèmia. La cerimònia d'entrada en el seu honor va tenir lloc el 29 de març de 1984, en presència del president francès François Mitterrand. Això es va considerar un pas més cap a una major obertura a l'Acadèmia, després de l'elecció prèvia d'una dona, Marguerite Yourcenar.
L'any 1993 es va publicar l'últim i cinquè llibre de la sèrie Liberté: Liberté 5: le dialogue des cultures.

## Vida personal i mort
El primer matrimoni de Senghor va ser amb Ginette Éboué (1 de març de 1923 – 1992), filla de Félix Éboué. Es van casar el 9 de setembre de 1946 i es van divorciar el 1955. Van tenir dos fills, Francis el 1947 i Guy el 1948. La seva segona esposa, Colette Hubert (20 de novembre de 1925 - 18 de novembre de 2019), que era de França, es va convertir en la primera dama del Senegal després de la independència el 1960. Senghor va tenir tres fills entre els seus dos matrimonis.

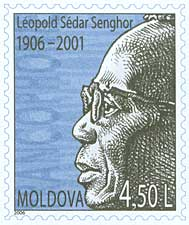
2006 Segell commemoratiu de Moldàvia

Senghor va passar els últims anys de la seva vida amb la seva dona a Verson, prop de la ciutat de Caen a Normandia, on va morir el 20 de desembre de 2001. El seu funeral es va celebrar el 29 de desembre de 2001 a Dakar. Entre els funcionaris assistents a la cerimònia hi havia Raymond Forni, president de l'Assemblea Nacional i Charles Josselin, secretari d'estat del ministre d'Afers Exteriors, encarregat de la Francofonia. Jacques Chirac (que va dir, en saber de la mort de Senghor: «La poesia ha perdut un dels seus mestres, el Senegal un estadista, l'Àfrica un visionari i França un amic») i Lionel Jospin, respectivament president de la República Francesa i primer ministre, no va assistir. El fet de no assistir al funeral de Senghor va provocar crítiques, ja que es considerava una falta de reconeixement del que havia estat el polític a la seva vida. L'analogia es va fer amb els tiradors senegalesos que, després d'haver contribuït a l'alliberament de França, van haver d'esperar més de quaranta anys per rebre una pensió igual (en termes de poder adquisitiu) que els seus homòlegs francesos. L'estudiós Erik Orsenna va escriure al diari Le Monde un editorial titulat «J'ai honte» (estic avergonyit).

## Llegat
Encara que era socialista, Senghor va evitar la ideologia marxista i anti-occidental que s'havia popularitzat a l'Àfrica postcolonial, afavorint el manteniment d'estrets vincles amb França i el món occidental.
El mandat de Senghor com a president es va caracteritzar pel desenvolupament del socialisme africà, que es va crear com una alternativa indígena al marxisme, basant-se en gran manera en la filosofia de la négritude. En el desenvolupament d'això, va ser assistit per Ousmane Tanor Dieng. El 31 de desembre de 1980 es va retirar en favor del seu primer ministre, Abdou Diouf. Políticament, avui també es pot identificar el segell de Senghor. Pel que fa al Senegal en particular, la seva abdicació voluntària del poder al seu successor, Abdou Diouf, també va portar a l'abandonament pacífic de Diouf del càrrec. La relació especial del Senegal amb França i el llegat econòmic són més controvertits, però l'impacte de Senghor en la democràcia es manté. Senghor va aconseguir conservar la seva identitat tant com a poeta com com a polític fins i tot al llarg de la seva ocupada carrera com a tots dos, vivint segons la seva filosofia d'aconseguir l'equilibri entre forces en competència. Ja fos França i Àfrica, poètica i política, o altres parts dispars de la seva identitat, Senghor va equilibrar els dos.
Literàriament, la influència de Senghor en el pensament polític i la forma poètica és àmplia fins i tot fins als nostres dies. La poesia de Senghor perdura com el «registre d'una sensibilitat individual en un moment determinat de la història», capturant l'esperit del moviment Négritude en el seu punt àlgid, però també marca un lloc definitiu en la història literària. Els pensaments de Senghor eren extremadament radicals per a aquesta època, argumentant que els africans només podrien progressar si desenvolupaven una cultura diferent i separada de les potències colonials que els oprimien, empenyent contra el pensament popular de l'època. Senghor va estar profundament influenciat per poetes dels EUA com Langston Hughes, i la seva obra al seu torn ressona entre la població jove dels Estats Units d'avui malgrat les generacions que han passat.
El seient número 16 de l'Acadèmia va quedar vacant després de la mort del poeta senegalès. Finalment va ser substituït per un altre expresident, Valéry Giscard d'Estaing.

## Honors i premis

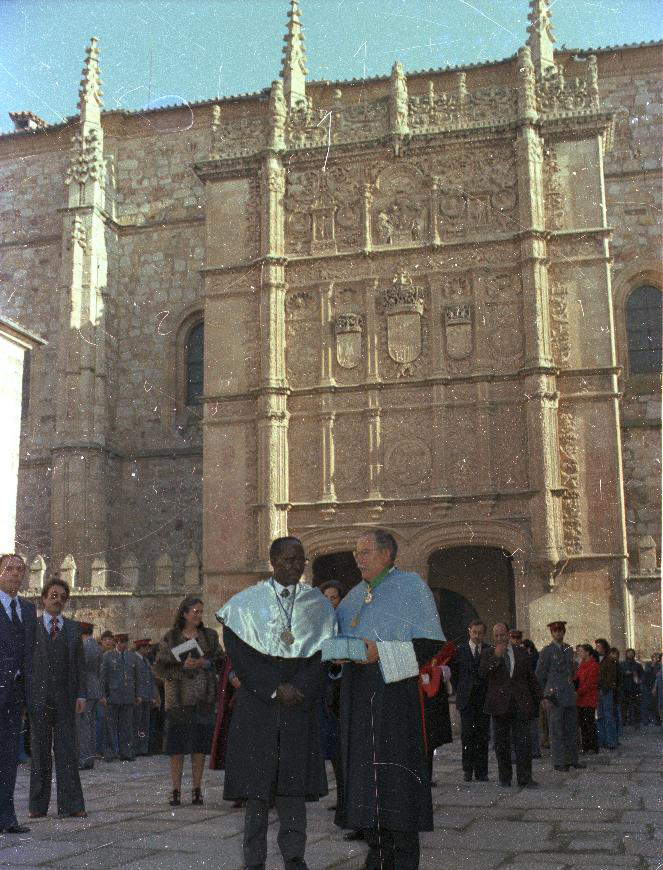
Léopold Sédar Senghor rep un honoris causa de la Universitat de Salamanca

Senghor va rebre diversos honors al llarg de la seva vida. Va ser nomenat Gran Creu de la Légion d'honneur, Gran Creu de l'Ordre national du Mérite, comandant de les arts i les lletres. També va rebre palmes acadèmiques i la Gran Creu de l’Orde Nacional del Lleó. Les seves gestes bèl·liques li van valer la Medalla de Reconeixement Franco-alliée de 1939-1945 i la Creu de Combattant de 1939-1945. Va rebre doctorats honoris causa per trenta-set universitats.
Senghor va rebre la Medalla Commemorativa del 2500è aniversari de la fundació de l'Imperi Persa el 14 d'octubre de 1971.
El 13 de novembre de 1978 va ser nomenat Cavaller del Collar de l'Orde d'Isabel la Catòlica d'Espanya. Els membres de l'orde amb el rang de cavaller i superior gaudeixen de la noblesa personal i tenen el privilegi d'afegir un mantell heràldic daurat als seus escuts. Els que tenen el rang de Collar també reben l'estil oficial «El seu excel·lent Senyor».
Aquell mateix any, Senghor va rebre un honoris causa de la Universitat de Salamanca.
El 1983 va ser guardonat amb el Premi Dr. Leopold Lucas de la Universitat de Tübingen.
La Senghor French Language International University, que porta el seu nom, es va obrir oficialment a Alexandria el 1990.
El 1994 va ser guardonat amb el Lifetime Achievement Award de l’Associació d'Estudis Africans; tanmateix, hi va haver controvèrsia sobre si va complir amb l'estàndard d'aportar «un rècord de tota la vida de beques destacades en estudis africans i servei a la comunitat africanista». Michael Mbabuike, president de l'Associació d'Estudis Africans de Nova York (NYASA), va dir que el premi també reconeix aquells que han treballat «per fer del món un lloc millor per a la humanitat».
L'aeroport de Dakar va ser rebatejat com a Aéroport Internacional Léopold Sédar Senghor l'any 1996, en el seu 90è aniversari.
El Passerelle Solférino de París va rebre el seu nom el 2006, en el centenari del seu naixement.

### Reconeixements
- Membre de l'Acadèmia Francesa
- Membre de l'Académie des Sciences Morales et Politiques
- Membre de la Bayerische Akademie der Schönen Künste
- Membre de la Reial Acadèmia del Marroc
- Membre honorari de la Sahitya Akademi[57]